# سيد خليفة
سيد خليفة (1931 - 3 يوليو 2001)، مطرب وملحن سوداني معروف، اكتسب شهرة خارج السودان خاصة في منطقة الشرق الأوسط وشرق إفريقيا ومصر وقدّم ألواناً جديدة في الموسيقى السودانية تمثلت في أنماط موسيقى السامبا الأمريكية اللاتينية.

## حياته
ولد سيد خليفة في عام 1931م، في قرية الدبيبة بشرق النيل بولاية الخرطوم بالقرب من أم ضواَ بان بالسودان، واسمه بالكامل هو سيد محمد الخليفة الأمين. نشأ في بيئة دينية تعني بالإنشاد الديني والمدائح النبوية. كان أبوه مادحاً للنبي محمد.
بدأ تعليمه كالكثيرين من أبناء وبنات جيله في خلوة بقريته حيث درس فيها مبادئ الكتابة والقراءة وحفظ سور القرآن وتلقى تعليمه الابتدائي بمدارس المرحلة الأولية في قرية الدبيبة ومدينة العيلفون القريبة من العاصمة الخرطوم.
وفي عام 1951م أرسله والده إلى مصر ليدرس العلوم الدينية في الأزهر الشريف بالقاهرة ولكنه آثر دراسة الموسيقى بمعهد فؤاد الأول للموسيقى ثم المعهد العالي للموسيقى العربية في القاهرة وتخرج فيه عام 1958م وأصبح بعدها مطرباً دارساً للموسيقى.

## أسلوبه الغنائي وموسيقاه

### بداياته الفنية
يقول سيد خليفة عن تلك الفترة: «شهرتي الفنية في مصر سبقت شهرتي في السودان، وعندما عدت إلى الخرطوم وأردت الغناء من إذاعة أم درمان، فإن مدير الإذاعة السودانية آنذاك متولي عيد طلب اتباع إجراءات إجازة الأصوات الجديدة، وقد خضعت لها بدون تردد، ونجحت وهنأني مدير الإذاعة السودانية وبعدها سُمح لي بالغناء، ولكن كانت هناك خطوة أخرى هامة وهي الجمهور السوداني، فبدون انتزاع تصفيقه وإعجابه فلا شهادة اعتراف».
لقد كان الوقوف امام الجمهور السوداني بالنسبة له أصعب اختبار آنذاك، فالجمهور المصري رحّب به في القاهرة، لأنهم هنالك كما قال، يحبون ويشجعون كل ما هو سوداني، وكان سيد خليفة آنذاك أول فنان سوداني يغني أمامهم ويقدم إليهم لوناً جديدا تمثل في أغنية « المامبو ده سوداني». ووفقاً له فإن الجمهور السوداني الذي اعتاد على أصوات فنانين كبار كأحمد المصطفى وإبراهيم الكاشف وحسن عطية، لا يبدي إعجابه بسهولة. يقول سيد خليفة «عندما لاحظ الفنان أحمد المصطفى، وهو صديقي وقريبي، قلقي أخذ في تشجيعي وتأكيد قناعته بأني أملك الموهبة والصوت والحضور، ولا بد من الثبات أمام الجمهور لتحقيق النجاح وقد كان ذلك والحمد لله».
عُرف سيد خليفه بتنوع ألوان فنه وأغانيه من حيث النص واللحن واللون الموسيقى وتشكلت مجموعة أغانيه من أغاني الرومانسية والأغاني الوطنية خاصة في فترة الرئيس جعفر نميري وأغاني التراث.
ومن أغانيه الوطنية (يا وطني يا بلد أحبابي) و(الخرطوم). وغنى للرئيس جعفر نميري عندما كان هذا الأخير يتمتع بشعبية أغنية (شدولك ركب فوق مهرك الجماح) و(بالملايين قلناها نعم).
كان سيد خليفة يلحن أغانيه ويضع موسيقاها بنفسه ولكنه تعامل أيضاً مع عدد من الملحنين والموسيقيين السودانيين منهم إسماعيل عبد المعين وبرعي محمد دفع الله وبشير عباس وعلي مكي. واستخدم إيقاع السيرة كما في أغنية (نانا) وهي أغنية غزلية راقصة.

وعرف أيضا بإظهار تفاعله مع أغانيه أثناء الأداء، فيبدي الحزن أو السرور في قسمات وجهه تبعا لمسار الأغنية واشتهر أيضاً بحركاته الراقصة والعفوية أثناء ادائه الغنائي.
كذلك درج سيد خليفة على جذب الجمهور خارج السودان من خلال استخدام اللغات المحلية عند أداء بعض أغنياته وعادة ما يستهل حفلاته بأغنية «أزايكم كيفنكم (...) يا ناس أنا ما غريب أنا منكم» ويترجم بعض مقاطعها. ففي منطقة الخليج يقول: «إزيكم..إيش لونكم» وفي أديس أبابا يقول «إندمن نانتشو» باللغة الأمهرية. كما كان ردد باللعة ذاتها أغنيات محلية مثل (ألمازمي ندالو).
وكان يختم حفلاته بأغنية يطلب من الجميع ترديدها معه وهي، «اودعكم أفارقكم لا لا مابقدر أودع كيف افارق كيف.. أودعكم.. لا ما بودعكم» ويظل يكررها بصوت حزين.

## شعراء أغنياته
تعاون مع سيد خليفة عدد كبير من شعراء الأغنية في السودان ومن بينهم عبد المنعم عبد الحي (كنت مفتكر يا بانة) وحسين منصور (ليل وكأس) وحسن أبو العلا (أمل) ومبارك المغربي (حيرة قلب) وعلي شبيكة (نانا). وغنّى سيد خليفة قصائد باللغة العربية الفصحى لشعراء سودانيين بارزين مثل إدريس جماع الذي تعرف عليه أثناء وجوده في مصر وغنّى له أكثر من قصيدة معظمها حقق نجاحا ومنها (ربيع الحب) و(غيرة) و(صوت السماء)، وكذلك للشاعر التيجاني يوسف بشير (إنشودة الجن) ومحمد يوسف موسى (صوت السماء) ومصطفى سالم (فتى الوادي) وإسماعيل خورشيد وحسن عوض أبو العلاء وصلاح أحمد محمد صالح، وإسماعيل حسن ومحمد الفيتوري.

## سفير متجول
كثيراً ما يطلق على سيد خليفة لقب السفير المتجول لفن الموسيقى والطرب السوداني وذلك لتنقلاته وجولاته خارج السودان وشهرته على نطاق واسع في العالم العربي وأفريقيا وانتشار يعض أغنياته منذ خمسينيات القرن الماضي. ففي مصر قدم سيد خليفة نفسه من خلال برنامج ركن السودان بالإذاعة المصرية.
واشاد بفنه آنذاك فنانون مصريون كبار مثل أم كلثوم ومحمد عبد الوهاب وعبد الحليم حافظ.
وتمكن سيد خليفة من بناء علاقات اجتماعية واسعة في مصر خاصة داخل الوسط الفني. وفي ذلك يقول سيد خليفة:«لقد كان فنانو «أضواء المدينة» أشبه بالأسرة الواحدة، تعاطفا ومودة وتعاملا واحتراما، وقد ارتبطت في وقت لاحق بصداقة وطيدة مع الفنان عبد الحليم حافظ، وقد اشتركنا في إحياء مناسبات، وقد جاملني بالمشاركة في حفل زواج إبراهيم المفتي وزير التجارة والتموين في أول حكومة وطنية برئاسة إسماعيل الأزهري عام 1954 والذي تم في القاهرة. لقد كان عبد الحليم حافظ فنانا رائعا وإنسانا نبيلا ووفيا».
كما حظي سيد خليفة بشعبية كبيرة في منطقة القرن الإفريقي وردد المغنون المحليون في إثيوبيا وإريتريا والصومال وجيبوتي أغانيه.
زار سيد خليفة عدد من بلدان أوروبا وأمريكا الشمالية فغنى في مسارح بريطانيا وألمانيا وفرنسا والولايات المتحدة الأمريكية.
وآخر حفل عام غنّى فيه كان ضمن منشط خيري في أبو ظبي بفندق المريديان أواخر مايو / أيار 2001 م لصالح جمعية المرأة السودانية.

## المامبو السوداني
المامبو سوداني هو عنوان لأكثر أغاني سيد خليفة شهرة خارج السودان. ويروي سيد خليفة قصة نجاح الأغنية التي أدخلته عالم النجومية في مصر والسودان قائلاً: «لقد شاهدت فيلماً إيطالياً كانت نجمته الممثلة الإيطالية سلفانا مانجو، وحصلت على الشريط الموسيقي للفيلم واستمعت إليه حتى اختمر في خاطري لحناً وايقاعاً، وظلت هذه الإيقاعات تموج في داخلي فلجأت إلى الشاعر السوداني عبد المنعم عبد الحي، واسمعته الموسيقى الصاخبة للفيلم الإيطالي ثم ارهاصات اللحن الذي أخذ يموج في داخلي، وتجاوب معي عبد المنعم على الفور حيث صاغ كلمات المامبو ده سوداني. واستطعت بالايقاعات الساخنة وسهولة الكلمات وحيويتها وسرعة التقاطها وتداولها أن أحولها إلى أغنية تتردد على كل الشفاه عربية كانت أم أوروبية».
وفي صيف عام 1953م أعلن برنامج «أضواء المدينة» الذي كان يقدمه المذيع الشهير جلال معوض بإذاعة القاهرة عن ليلة فنية كبرى يتم إحيائها في احتفالات الذكرى الأولى لثورة 23 يوليو 1952 المصرية، وتقديم فقرات لفنانين عرب إلى جانب فناني مصر المعروفين آنذاك، وقرر سيد خليفة ان يتقدم إلى اللجنة الخاصة بتلك الاحتفالات للمشاركة في الفعالية، وكان من بين أعضاء اللجنة يوسف وهبي، ووجيه أباظة، وسألته اللجنة إن كانت له ألحان أو أغنيات معروفة في السودان، فأبلغهم بأنه طالب في معهد الموسيقى بالقاهرة ويقدم إغنياته عبر برنامج «ركن السودان» الإذاعي في اذاعة القاهرة، وكادت اللجنة أن تبعده لولا تدخل الفنان يوسف وهبي، بعدما لاحظ ما اعتراه من حزن وإحباط، وقال له: «الاشتراك في حفل كبير مثل هذا موش حاجة سهلة، وعلى العموم خليك جاهز ومستعد، وستكون فرصتك على المسرح سبع دقائق».
ويصف سيد خليفة تلك اللحظات ويقول: «سرعان ما استرجعت ثقتي وتفاؤلي من جديد، واخذت في مراجعة لحن «المامبو ده سوداني»، ولحن «ازيكم.. كيفكم.. انا لي زمان ما شفتكم» وانفقت كل ما املكه آنذاك وهو مبلغ 50 جنيها مصريا لجعل الفرقة المصاحبة لي تبدو بمظهر حسن ومقبول. وعندما جاء دوري على المسرح، انسحب العديد من الفنانين المصريين الذين قدموا نجوم الغناء المصري آنذاك فريد الأطرش ومحمد عبد المطلب وصباح وشادية وليلى مراد، باعتباري فناناً ناشئاً، وغير معروف، وعندما لاحظ الفنان الكبير يوسف وهبي موقفي سارع إلى الوقوف في المسرح وقدمني بكمات ما زلت احفظها عن ظهر قلب حيث قال نستمع الآن إلى صوت من الجنوب، صوت من أعالي الوادي الأخضر، وهو المطرب السوداني سيد خليفة، ولا أريد ان أطلق عليه أي لقب وأترك الحكم لكم وحدكم».
قدم سيد خليفة اولاً اغنيته «أزيكم.. كيفكم» ولم تجد تجاوباً من الجمهور ولكنه ظل متماسكا وثابتاً، ثم أخذ في أداء أغنية «المامبو ده سوداني» حيث بدأ التجاوب من قبل الجمهور يتصاعد وبحماس بالغ، وتجاوز الزمن المحدد له بكثير بناء على طلب الجمهور الذي أخذ يردد معه مقاطع «المامبو ده سوداني» مع الإيقاعات الساخنة، وبذلك حقق سيد خليفة النجاح المنشود، ومنذ ذلك الحين ارتبط سيد خليفة مع يوسف وهبي بعلاقات تقدير واحترام متبادل، وأصبح يشارك في حفلات برنامج «اضواء المدينة» في القاهرة أو في العواصم العربية الأخرى.

## جوائزه ومكافآته
كرمته الجمعية الثقافية السودانية في أبوظبي «اعترافا بدوره في ميدان الغناء والطرب»

## وفاته
توفي الفنان سيد خليفة في يوم الثلاثاء 11 ربيع الثاني عام 1422 هـ الموافق 3 يوليو عام 2001م، في الأردن الذي كان يتلقى العلاج في إحدى مستشفياته. وكان قد بلغ من العمر 70 سنة.

## أغانيه
قدم سيد خليفة العديد من الأغاني التي تم تسجيلها في إذاعات مصر والسودان من أغانيه:
- البوادي
- المامبو السوداني
- ألماظ
- طائرة
- مقرن النيلين
- أودعكم
- أيامنا
- طرير الشباب
- إزيكم
- جاري وانا جارو
- جزيرة توتي
- طلّي مره
- ربيع الحب
- زينوبلة (القمر بوبا)
- ولى المساء
- يا اسمر قول
- يا عندية
- يا قماري
- يا حليلا
- يا صوتها
- يا وطني
- أحلى غرام
- الفارس الجحجاح
- يا مسافر
- أنا لو بقدر
- للنهاية
- الهجروك علي
- سمراء يا اخت القمر
- زهرة الليلك
- أعمل ليك إيه
- ساحر الكون
- ليل وخمر وشفاه
- صيحة جيل

## روابط خارجية
- سيد خليفة على موقع ميوزك برينز (الإنجليزية)
- سيد خليفة على موقع ميوزك برينز (الإنجليزية)
- سيد خليفة على موقع ديسكوغز (الإنجليزية)